# الحريش بن هلال
الحريش بن هلال بن لآي بن قريع بن عوف بن كعب بن سعد بن زيد مناة بن تميم (ت.83هـ/702م)، وقيل إنه فارس العرب في خراسان والعراق. ذكره البلاذري في كتاب أنساب الأشراف، وكان رأس بني تميم أيام المهلب في قتال الأزارقة، وكان مع عبيد الله بن أبي بكرة بـ سجستان، فطرحه ابن رتبيل أرضًا، وحمل عليه الكفار، فأعانته بنو تميم فقال أبياته

## رواية الطبري
ذكر محمد بن جرير الطبري الحريش بن هلال في كتابه تاريخ الطبري:
"فذكر عَلِيّ بن مُحَمَّدٍ أن زهير بن الهنيد حدثه أن بكير بن وشاح لما منع بني تميم من دخول هراة أقاموا ببلاد هراة، وخرج إِلَيْهِم شماس بن دثار فأرسل بكير إِلَى شماس: إني أعطيك ثَلاثِينَ ألفا، وأعطي كل رجل من بني تميم ألفا عَلَى أن ينصرفوا، فأبوا، فدخلوا الْمَدِينَة، وقتلوا مُحَمَّد بن عبد الله بن خازم قَالَ علي: فأخبرنا الْحَسَن بن رشيد، عَنْ مُحَمَّدِ بْنِ عزيز الكندي قَالَ: خرج مُحَمَّد بن عَبْدِ اللَّهِ بْنِ خازم يتصيد بهراة، وَقَدْ منع بني تميم من دخولها، فرصدوه، فأخذوه فشدوه وثاقا، وشربوا ليلتهم، وجعل كلما أراد رجل مِنْهُمُ البول بال عَلَيْهِ، فَقَالَ لَهُمْ شماس بن دثار: أما إذ بلغتم هَذَا مِنْهُ فاقتلوه بصاحبيكما اللذين قتلهما بالسياط، قَالَ: وَقَدْ كَانَ أخذ قبيل ذَلِكَ رجلين من بني تميم، فضربهما بالسياط حَتَّى ماتا قَالَ: فقتلوه، قَالَ: فزعم لنا عمن شهد قتله من شيوخهم أن جيهان بن مشجعة الضبي نهاهم عن قتله، وألقى نفسه عَلَيْهِ، فشكر لَهُ ابن خازم ذَلِكَ، فلم يقتله فيمن قتل يوم فرتنا قَالَ: فزعم عَامِر بن أبي عمر أنه سمع أشياخهم من بني تميم يزعمون أن الَّذِي ولى قتل مُحَمَّد بن عَبْدِ اللَّهِ بْنِ خازم رجلان من بني مالك بن سَعْدٍ، يقال لأحدهما: عجلة، وللآخر كسيب فَقَالَ ابن خازم: بئس مَا اكتسب كسيب لقومه، وَلَقَدْ عجل عجلة لقومه شرا.
قَالَ علي: وَحَدَّثَنَا أَبُو الذيال زهير بن هنيد العدوي، قَالَ: لما قتل بنو تميم مُحَمَّد بن عَبْدِ اللَّهِ بْنِ خازم انصرفوا إِلَى مرو، فطلبهم بكير بن وشاح فأدرك رجلا من بني عطارد يقال لَهُ شميخ، فقتله، وأقبل شماس وأَصْحَابه إِلَى مرو، فَقَالُوا لبني سعد: قَدْ أدركنا لكم بثأركم، قتلنا مُحَمَّد بن عَبْدِ الله ابن خازم بالجشمي الَّذِي أصيب بمرو، فأجمعوا عَلَى قتال ابن خازم، وولوا عَلَيْهِم الحريش بن هلال القريعي. 
قَالَ: فأخبرني أَبُو الفوارس عن طفيل بن مِرْدَاس، قَالَ: أجمع أكثر بني تميم عَلَى قتال عَبْد اللَّهِ بن خازم، قَالَ: وَكَانَ مع الحريش فرسان لم يدرك مثلهم، إنما الرجل مِنْهُمْ كتيبة، مِنْهُمْ شماس بن دثار، وبحير بن ورقاء الصريمي، وشعبة بن ظهير النهشلي، وورد بن الفلق العنبري، والحجاج بن ناشب العدوي -وَكَانَ من أرمى الناس- وعاصم بن حبيب العدوي، فقاتل الحريش بن هلال عَبْد اللَّهِ بن خازم سنتين.
قَالَ: فلما طالت الحرب والشر بينهم ضجروا، قَالَ: فخرج الحريش فنادى ابن خازم، فخرج إِلَيْهِ فَقَالَ: قَدْ طالت الحرب بيننا، فعلام تقتل قومي وقومك! ابرز لي، فأينا قتل صاحبه صارت الأرض لَهُ، فَقَالَ ابن خازم:
وأبيك لقد أنصفتني، فبرز لَهُ، فتصاولا تصاول الفحلين، لا يقدر أحد منهما عَلَى مَا يريد وتغفل ابن خازم غفلة، وضربه الحريش عَلَى رأسه، فرمى بفروة رأسه عَلَى وجهه، وانقطع ركابا الحريش، وانتزع السيف قَالَ:
فلزم ابن خازم عنق فرسه راجعا إِلَى أَصْحَابه وبه ضربة قَدْ أخذت من رأسه، ثُمَّ غاداهم القتال، فمكثوا بِذَلِكَ بعد الضربة أياما، ثُمَّ مل الفريقان فتفرقوا ثلاث فرق، فمضى بحير بن ورقاء إِلَى أَبْرَشَهْر فِي جماعة، وتوجه شماس بن دثار العطاردي ناحية أخرى، وقيل: أتى سجستان، وأخذ عُثْمَان بن بشر بن المحتفز إِلَى فرتنا، فنزل قصرا بِهَا، ومضى الحريش إِلَى ناحية مرو الروذ، فاتبعه ابن خازم، فلحقه بقرية من قراها يقال لها قرية الملحمة- أو قصر الملحمة- والحريش بن هلال فِي اثني عشر رجلا، وَقَدْ تفرق عنه أَصْحَابه، فهم فِي خربة، وَقَدْ نصب رماحا كَانَتْ مَعَهُ وترسة.
قَالَ: وانتهى إِلَيْهِ ابن خازم، فخرج إِلَيْهِ فِي أَصْحَابه، ومع ابن خازم مولى لَهُ شديد البأس، فحمل عَلَى الحريش فضربه فلم يصنع شَيْئًا، فَقَالَ رجل من بني ضبة للحريش: أما ترى مَا يصنع العبد! فَقَالَ لَهُ الحريش: عَلَيْهِ سلاح كثير، وسيفي لا يعمل فِي سلاحه، ولكن انظر لي خشبة ثقيلة، فقطع لَهُ عودا ثقيلا من عناب- ويقال: أصابه فِي القصر- فأعطاه إِيَّاهُ، فحمل بِهِ عَلَى مولى ابن خازم، فضربه فسقط وقيذا ثُمَّ أقبل عَلَى ابن خازم، فَقَالَ:
مَا تريد إلي وَقَدْ خليتك والبلاد! قَالَ: إنك تعود إِلَيْهَا، قَالَ: فإني لا أعود، فصالحه عَلَى أن يخرج لَهُ من خُرَاسَان وَلا يعود إِلَى قتاله، فوصله ابن خازم بأربعين ألفا قَالَ: وفتح لَهُ الحريش باب القصر، فدخل ابن خازم، فوصله وضمن لَهُ قضاء دينه، وتحدثا طويلا قَالَ:: وطارت قطنة كَانَتْ عَلَى رأس ابن خازم ملصقة عَلَى الضربة الَّتِي كَانَ الحريش ضربه، فقام الحريش فتناولها، فوضعها عَلَى رأسه، فَقَالَ لَهُ ابن خازم: مسك الْيَوْم يَا أَبَا قدامة ألين من مسك أمس، قَالَ: معذرة إِلَى اللَّهِ وإليك، أما وَاللَّهِ لولا أن ركابي انقطعا لخالط السيف أضراسك فضحك ابن خازم، وانصرف عنه، وتفرق جمع بني تميم، فَقَالَ بعض شعراء بني تميم:
فلو كنتمُ مثل الحريش صبرتمُوكنتم بقصر الملح خير فوارسإذا لسقيتم بالعوالي ابن خازمسجال دم يورثن طول وساوس

قَالَ: وَكَانَ الأشعث بن ذؤيب أخو زهير بن ذؤيب العدوي قتل فِي تِلَكَ الحرب، فَقَالَ لَهُ أخوه زهير وبه رمق: من قتلك؟ قَالَ: لا أدري، طعنني رجل عَلَى برذون أصفر، قَالَ: فكان زهير لا يرى أحدا عَلَى برذون أصفر إلا حمل عَلَيْهِ، فمنهم من يقتله، ومنهم من يهرب، فتحامى أهل العسكر البراذين الصفر، فكانت مخلاة فِي العسكر لا يركبها أحد وَقَالَ الحريش فِي قتاله ابن خازم:
أزال عظم يميني عن مركبهحمل الرديني فِي الإدلاج والسحرحولين مَا اغتمضت عيني بمنزلةإلا وكفي وساد لي عَلَى حجربزي الحديد وسربالي إذا هجعتعنى العيون محال القارح الذكر

## الوفاة
قتل سنة 83 هـ.